# Vieux monument en pierre à Sumrakovac
Le vieux monument en pierre à Sumrakovac (en serbe cyrillique : Стари камени споменик ; en serbe latin : Stari kameni spomenik) se trouve à Sumrakovac, dans la municipalité de Boljevac et dans le district de Zaječar, en Serbie. Il est inscrit sur la liste des monuments culturels protégés de la République de Serbie (identifiant no SK 461).